# ریوسوکه یاماناکا
ریوسوکه یاماناکا (ژاپنی: 山中 亮輔؛ زادهٔ ۲۰ آوریل ۱۹۹۳) یک بازیکن فوتبال اهل ژاپن است. وی همچنین در تیم ملی فوتبال ژاپن بازی کرده‌است.
از باشگاه‌هایی که در آن بازی کرده‌است می‌توان به باشگاه فوتبال کاشیوا ریسول، باشگاه فوتبال جف یونایتد ایچیهارا چیبا، باشگاه فوتبال یوکوهاما مارینوس اشاره کرد.